# The Poor Fish
The Poor Fish è una comica muta del 1924 diretta da Leo McCarey con protagonista Charley Chase.
Il film fu distribuito il 7 dicembre 1924.

## Trama
Charley, frustrato dal suo lavoro di ufficio, litiga con sua moglie, in seguito a ciò decidono di scambiare i lavori. Ella va all'ufficio e Charley fa i lavori di casa. Non avendo mai fatto niente come questo nella sua vita prima, egli inizia un disordine, qualcosa che sua suocera si stava aspettando...